# Liga Europy UEFA (2025/2026)
Ten artykuł dotyczy trwającego lub niedawnego wydarzenia sportowego. Informacje w nim zamieszczone mogą się zmienić lub zdezaktualizować wraz z postępem zdarzenia. Początkowe doniesienia, wyniki lub statystyki mogą być niepewne. Ostatnie aktualizacje do tego artykułu mogą nie odzwierciedlać najbardziej aktualnych informacji.
Liga Europy UEFA 2025/2026 – 55. sezon drugich w hierarchii i pod względem prestiżu międzynarodowych, klubowych rozgrywek piłkarskich federacji zrzeszonych w UEFA, po raz 17. przeprowadzanych pod nazwą Ligi Europy UEFA (wcześniej, jako Puchar UEFA) rozgrywany po raz drugi w formacie ligowym z 36 drużynami.
Finał Ligi Europy 2025/2026 zostanie rozegrany na Tüpraş Stadyumu Beşiktaşu w Stambule 20 maja 2026. Zwycięzca edycji 2025/2026 zakwalifikuje się do Ligi Mistrzów w sezonie 2026/2027 oraz rozegra mecz o Superpuchar UEFA.
Rozgrywki składają się z 3 części:
- fazy kwalifikacyjnej,
- fazy ligowej,
- fazy pucharowej.

## Format rozgrywek i podział miejsc
Drugi sezon rozgrywek w nowym formacie pucharów. Rywalizacja rozpocznie się od czterech rund kwalifikacyjnych. Turniej główny 36 zespołów rozgrywa w formacie ligowym. Wszystkie drużyny rozegrają 4 mecze u siebie i 4 na wyjeździe z 8 wylosowanymi rywalami. 8 najlepszych drużyn tabeli awansuje do 1/8 finału, a 16 kolejnych drużyn rozegra dwumecz w dodatkowej rundzie fazy pucharowej. Dalsze etapy fazy pucharowej pozostają bez zmian.
Miejsca dla federacji zostaną rozdzielone poprzez współczynnik ligowy UEFA z sezonu 2023/2024.
W edycji 2025/2026 Ligi Europy może wziąć udział 77 zespołów (poza zespołami z Rosji, z powodu przeprowadzanej przez nią inwazji na Ukrainę oraz Liechtensteinu, gdzie nie były przeprowadzane krajowe rozgrywki ligowe – drużyny piłkarskie z tego kraju należą do szwajcarskiego systemu ligowego).
45 drużyn z 32 najlepszych federacji kwalifikuje się bezpośrednio do Ligi Europy, natomiast pozostałe to zespoły, które odpadną z eliminacj do Ligi Mistrzów.
Prawo udziału w rozgrywkach uzyskają:
- zwycięzca w edycji 2024/2025 Ligi Konferencji UEFA (jeśli zdobywca tego trofeum uzyska miejsce w fazie ligowej Ligi Europy lub Ligi Mistrzów poprzez rozgrywki krajowe, jego miejsce zajmie klub fazy kwalifikacyjnej z najwyższym rankingiem klubowym UEFA),
- dwa zespoły z federacji z miejsc 1–12;
- po jednym zespole z federacji z miejsc 13–34 (poza Rosją);
- 32 drużyny wyeliminowane z Ligi Mistrzów UEFA 2025/2026.

| Lp. | Federacja  | Współ.  | Drużyny |
| --- | ---------- | ------- | ------- |
| 1   | Anglia     | 104.303 | 2       |
| 2   | Włochy     | 90.284  | 2       |
| 3   | Hiszpania  | 89.489  | 2       |
| 4   | Niemcy     | 86.624  | 2       |
| 5   | Francja    | 66.831  | 2       |
| 6   | Holandia   | 61.300  | 2       |
| 7   | Portugalia | 56.316  | 2       |
| 8   | Belgia     | 48.800  | 2       |
| 9   | Turcja     | 38.600  | 2       |
| 10  | Czechy     | 36.050  | 2       |
| 11  | Szkocja    | 36.050  | 2       |
| 12  | Szwajcaria | 32.975  | 2       |
| 13  | Austria    | 32.600  | 1       |
| 14  | Norwegia   | 31.625  | 1       |
| 15  | Grecja     | 31.525  | 1       |
| 16  | Dania      | 31.450  | 1       |
| 17  | Izrael     | 31.125  | 1       |
| 18  | Ukraina    | 28.000  | 1       |
| 19  | Serbia     | 27.780  | 1       |

| Lp. | Federacja   | Współ. | Drużyny |
| --- | ----------- | ------ | ------- |
| 20  | Chorwacja   | 25.525 | 1       |
| 21  | Polska      | 25.375 | 1       |
| 22  | Rosja       | 22.965 | 0       |
| 23  | Cypr        | 22.100 | 1       |
| 24  | Węgry       | 21.875 | 1       |
| 25  | Szwecja     | 21.500 | 1       |
| 26  | Rumunia     | 21.375 | 1       |
| 27  | Bułgaria    | 20.375 | 1       |
| 28  | Azerbejdżan | 20.125 | 1       |
| 29  | Słowacja    | 19.625 | 1       |
| 30  | Słowenia    | 13.250 | 1       |
| 31  | Mołdawia    | 13.125 | 1       |
| 32  | Kosowo      | 11.541 | 1       |
| 33  | Kazachstan  | 11.500 | 1       |
| 34  | Finlandia   | 11.125 | 1       |
| 35  | Irlandia    | 10.875 | 0       |
| 36  | Armenia     | 10.625 | 0       |
| 37  | Łotwa       | 10.625 | 0       |

| Lp. | Federacja            | Współ. | Drużyny |
| --- | -------------------- | ------ | ------- |
| 38  | Wyspy Owcze          | 10.375 | 0       |
| 39  | Bośnia i Hercegowina | 10.000 | 0       |
| 40  | Liechtenstein        | 10.000 | 0       |
| 41  | Islandia             | 9.583  | 0       |
| 42  | Irlandia Północna    | 9.208  | 0       |
| 43  | Luksemburg           | 8.625  | 0       |
| 44  | Litwa                | 8.500  | 0       |
| 45  | Malta                | 8.250  | 0       |
| 46  | Gruzja               | 7.625  | 0       |
| 47  | Albania              | 7.375  | 0       |
| 48  | Estonia              | 7.207  | 0       |
| 49  | Białoruś             | 6.625  | 0       |
| 50  | Macedonia Północna   | 6.000  | 0       |
| 51  | Andora               | 5.998  | 0       |
| 52  | Walia                | 5.791  | 0       |
| 53  | Czarnogóra           | 5.708  | 0       |
| 54  | Gibraltar            | 4.957  | 0       |
| 55  | San Marino           | 1.832  | 0       |

## Szczegółowy podział miejsc
Poniższa tablica pokazuje listę szczegółowego podziału miejsc.
|                                      |                                     | Drużyny rozpoczynające udział | Zwycięzcy poprzedniej rundy                    | Drużyny przeniesione z Ligi Mistrzów |
| ------------------------------------ | ----------------------------------- | --- | ---------------------------------------------- | --- |
| I runda kwalifikacyjna (16 drużyn)   | I runda kwalifikacyjna (16 drużyn)  | - 16 drużyn – zdobywcy pucharów federacji z miejsc 17–34 (z wyjątkiem Rosji i Chorwacji)                                                                             |                                                | |
| II runda kwalifikacyjna (16 drużyn)  | II runda kwalifikacyjna (16 drużyn) | - 1 drużyna – zdobywca pucharu federacji z miejsca 16 - 6 drużyn – trzeci zespół lig federacji z miejsc 7–12 - 1 drużyna – czwarty zespół ligi federacji z miejsca 6 | - 8 drużyn – zwycięzcy I rundy kwalifikacji    | |
| III runda kwalifikacyjna (26 drużyn) | ścieżka mistrzowska (12 drużyn)     | |                                                | - 12 drużyn – przegrani II rundy kwalifikacji Ligi Mistrzów w ścieżce mistrzowskiej |
| III runda kwalifikacyjna (26 drużyn) | ścieżka ligowa (14 drużyn)          | - 3 drużyny – zdobywcy pucharów federacji z miejsc 13–15 | - 8 drużyn – zwycięzcy II rundy kwalifikacji   | - 3 drużyny – przegrani II rundy kwalifikacji Ligi Mistrzów w ścieżce ligowej |
| Runda play-off (24 drużyny)          | Runda play-off (24 drużyny)         | - 5 drużyn – zdobywcy pucharów federacji z miejsc 8–12 | - 13 drużyn – zwycięzcy III rundy kwalifikacji | - 6 drużyn – przegrani III rundy kwalifikacji Ligi Mistrzów w ścieżce mistrzowskiej |
| Faza ligowa (36 drużyn)              | Faza ligowa (36 drużyn)             | - 7 drużyn – zdobywcy pucharów federacji z miejsc 1–7 - 5 drużyn – piąty zespół lig federacji z miejsc 1–5                                                           | - 12 drużyn – zwycięzcy rundy play-off         | - 5 drużyn – przegrani rundy play-off Ligi Mistrzów w ścieżce mistrzowskiej - 4 drużyny – przegrani III rundy kwalifikacyjnej Ligi Mistrzów w ścieżce ligowej - 2 przegrani rundy play-off Ligi Mistrzów w ścieżce ligowej |

Zamieszczone informacje odzwierciedlają trwające zawieszenie Rosji w europejskiej piłce nożnej, w związku z czym w domyślnej liście dostępu wprowadzono następujące zmiany:
- Zdobywcy pucharu z federacji z miejsca 16. (Dania) rozpocznie udział od drugiej rundy kwalifikacyjnej zamiast od pierwszej.

Ponieważ zwycięzca Ligi Konferencji ( Chelsea ) zakwalifikował się do Ligi Mistrzów poprzez przydział miejsc w lidze krajowej, wprowadzono następujące zmiany:
- Dinamo Zagrzeb jako klub z najwyższym współczynnikiem klubowym, weźmie udział od fazy ligowej zamiast do pierwszej rundy kwalifikacyjnej;
- zwycięzca pucharu 34. federacji (Finlandia) weźmie udział w pierwszej rundzie kwalifikacyjnej Ligi Europy, a nie w drugiej rundzie kwalifikacyjnej Ligi Konferencji.

## Uczestnicy
Wykaz rundy dla zespołów z danego miejsca w danej lidze.
Oznaczenia:
- LK – zdobywca Ligi Konferencji UEFA,
- L2-L6 – drużyny, który zajęły odpowiednie miejsca w ligach krajowych,
- PK – zdobywca pucharu krajowego,
- SZ – drużyny, które awansowały poprzez zwycięstwo w sezonie zasadniczym,
- LM4M – drużyny, które przegrały swoje mecze w rundzie play-off Ligi Mistrzów dla mistrzów,
- LM4L – drużyny, które przegrały swoje mecze w rundzie play-off Ligi Mistrzów dla niemistrzów,
- LM3M – drużyny, które przegrały swoje mecze w III rundzie kwalifikacji Ligi Mistrzów dla mistrzów,
- LM3L – drużyny, które przegrały swoje mecze w III rundzie kwalifikacji Ligi Mistrzów dla niemistrzów,
- LM2M – drużyny, które przegrały swoje mecze w II rundzie kwalifikacji Ligi Mistrzów dla mistrzów,
- LM2L – drużyny, które przegrały swoje mecze w II rundzie kwalifikacji Ligi Mistrzów dla niemistrzów,

| Faza ligowa              | Faza ligowa            | Faza ligowa             | Faza ligowa              |
| ------------------------ | ---------------------- | ----------------------- | ------------------------ |
| Aston Villa F.C. (L6)    | VfB Stuttgart (PK)     | Dinamo Zagrzeb (L2)     | Red Bull Salzburg (LM3L) |
| Nottingham Forest (L7)   | SC Freiburg (L5)       | (LM4M)                  | Viktoria Pilzno (LM3L)   |
| Bologna (PK)             | Lille OSC (L5)         | (LM4M)                  | OGC Nice (LM3L)          |
| AS Roma (L5)             | Olympique Lyon (L6)    | (LM4M)                  | Feyenoord (LM3L)         |
| Real Betis (L6)          | Go Ahead Eagles (PK)   | (LM4M)                  | (LM4L)                   |
| Celta Vigo (L7)          | FC Porto (L3)          | (LM4M)                  | (LM4L)                   |
| Runda play-off           |                        |                         |                          |
| KRC Genk (L3)            | Aberdeen F.C. (PK)     | Malmö FF (LM3M)         | Slovan Bratysława (LM3M) |
| Samsunspor (L3)          | BSC Young Boys (L3)    | Lech Poznań (LM3M)      | Łudogorec Razgrad (LM3M) |
| Sigma Ołomuniec (PK)     | Dynamo Kijów (LM3M)    | Shkëndija Tetowo (LM3M) |                          |
| III runda kwalifikacyjna |                        |                         |                          |
| dla mistrzów             | dla mistrzów           | dla niemistrzów         | dla niemistrzów          |
| FK RFS (LM2M)            | Drita Gnjilane (LM2M)  | Wolfsberger AC (PK)     | SK Brann (LM2L)          |
| Ħamrun Spartans (LM2M)   | HNK Rijeka (LM2M)      | Fredrikstad FK (PK)     | Servette FC (LM2L)       |
| Maccabi Tel Awiw (LM2M)  | FCSB (LM2M)            | PAOK FC (L3)            | Panathinaikos AO (LM2L)  |
| Lincoln Red Imps (LM2M)  | Zrinjski Mostar (LM2M) |                         |                          |
| Noah Erywań (LM2M)       | Shelbourne FC (LM2M)   |                         |                          |
| Breiðablik (LM2M)        | KuPS Kuopio (LM2M)     |                         |                          |
| II runda kwalifikacyjna  |                        |                         |                          |
| FC Utrecht (L4)          | RSC Anderlecht (L4)    | Baník Ostrawa (L3)      | FC Lugano (L4)           |
| SC Braga (L4)            | Beşiktaş JK (L4)       | Hibernian (L3)          | FC Midtjylland (L2)      |
| I runda kwalifikacyjna   |                        |                         |                          |
| Hapoel Beer Szewa (PK)   | AEK Larnaka (PK)       | Lewski Sofia (L2)       | Sheriff Tyraspol (PK)    |
| Szachtar Donieck (PK)    | Paksi FC (PK)          | Sabah Baku (PK)         | Prishtina (PK)           |
| FK Partizan (L2)         | BK Häcken (PK)         | Spartak Trnawa (PK)     | Aktöbe FK (PK)           |
| Legia Warszawa (PK)      | CFR Cluj (PK)          | NK Celje (PK)           | Tampereen Ilves (L2)     |

## Terminarz
Poniżej przedstawiono terminarz rozgrywek.
Mecze rozgrywane są w czwartki; wyjątkiem jest mecz finałowy, który odbywa się w środę.
| Faza           | Runda                       | Data losowania   | Pierwszy mecz                                        | Rewanż                                               |
| -------------- | --------------------------- | ---------------- | ---------------------------------------------------- | ---------------------------------------------------- |
| Kwalifikacje   | Pierwsza runda eliminacyjna | 17 czerwca 2025  | 10 lipca 2025                                        | 17 lipca 2025                                        |
| Kwalifikacje   | Druga runda eliminacyjna    | 18 czerwca 2025  | 24 lipca 2025                                        | 31 lipca 2025                                        |
| Kwalifikacje   | Trzecia runda eliminacyjna  | 21 lipca 2025    | 7 sierpnia 2025                                      | 14 sierpnia 2025                                     |
| Play-off       | Runda Play-off              | 4 sierpnia 2025  | 21 sierpnia 2025                                     | 28 sierpnia 2025                                     |
| Faza ligowa    | Kolejka 1                   | 29 sierpnia 2025 | 24–25 września 2025                                  | 24–25 września 2025                                  |
| Faza ligowa    | Kolejka 2                   | 29 sierpnia 2025 | 2 października 2025                                  | 2 października 2025                                  |
| Faza ligowa    | Kolejka 3                   | 29 sierpnia 2025 | 23 października 2025                                 | 23 października 2025                                 |
| Faza ligowa    | Kolejka 4                   | 29 sierpnia 2025 | 6 listopada 2025                                     | 6 listopada 2025                                     |
| Faza ligowa    | Kolejka 5                   | 29 sierpnia 2025 | 27 listopada 2025                                    | 27 listopada 2025                                    |
| Faza ligowa    | Kolejka 6                   | 29 sierpnia 2025 | 11 grudnia 2025                                      | 11 grudnia 2025                                      |
| Faza ligowa    | Kolejka 7                   | 29 sierpnia 2025 | 22 stycznia 2026                                     | 22 stycznia 2026                                     |
| Faza ligowa    | Kolejka 8                   | 29 sierpnia 2025 | 29 stycznia 2026                                     | 29 stycznia 2026                                     |
| Faza pucharowa | Runda play-off              | 30 stycznia 2026 | 19 lutego 2026                                       | 26 lutego 2026                                       |
| Faza pucharowa | 1/8 finału                  | 27 lutego 2026   | 12 marca 2026                                        | 19 marca 2026                                        |
| Faza pucharowa | Ćwierćfinały                | 27 lutego 2026   | 9 kwietnia 2026                                      | 16 kwietnia 2026                                     |
| Faza pucharowa | Półfinały                   | 27 lutego 2026   | 30 kwietnia 2026                                     | 7 maja 2026                                          |
| Faza pucharowa | Finał                       | 27 lutego 2026   | 20 maja 2026 na stadionie Tüpraş Stadyumu w Stambule | 20 maja 2026 na stadionie Tüpraş Stadyumu w Stambule |

## Faza kwalifikacyjna

### I runda kwalifikacyjna
Do startu w I rundzie kwalifikacyjnej uprawnionych było 16 drużyn, z czego 8 było rozstawionych. Rozstawienie drużyn zostało dokonane na podstawie ich współczynników klubowych UEFA na rok 2025. Drużyna wylosowana jako pierwsza w każdej parze była gospodarzem pierwszego meczu. Drużyny, które przegrają w tej rundzie, otrzymają prawo gry w II rundzie kwalifikacyjnej Ligi Konferencji UEFA.
| Drużyna 1        | Wynik dwumeczu | Drużyna 2         | Pierwszy mecz | Drugi mecz  |
| ---------------- | -------------- | ----------------- | ------------- | ----------- |
| Szachtar Donieck | 6:0            | Tampereen Ilves   | 6:0           | 0:0         |
| Sheriff Tyraspol | 5:2            | Prishtina         | 4:0           | 1:2         |
| Spartak Trnawa   | 2:3            | BK Häcken         | 0:1           | 2:2         |
| Sabah Baku       | 5:6            | NK Celje          | 2:3           | 3:3 (dogr.) |
| Legia Warszawa   | 2:0            | Aktöbe FK         | 1:0           | 1:0         |
| Lewski Sofia     | 1:1 (3:1 k.)   | Hapoel Beer Szewa | 0:0           | 1:1 (dogr.) |
| AEK Larnaka      | 2:2 (6:5 k.)   | Partizan Belgrad  | 1:0           | 1:2 (dogr.) |
| Paksi FC         | 0:3            | CFR Cluj          | 0:0           | 0:3         |

### II runda kwalifikacyjna
Do startu w II rundzie kwalifikacyjnej uprawnionych było 16 drużyn (w tym 8 zwycięzców I rundy), z czego 8 było rozstawionych. Rozstawienie drużyn zostało dokonane na podstawie ich współczynnika UEFA za rok 2025. Drużyna wylosowana jako pierwsza w każdej parze była gospodarzem pierwszego meczu. Drużyny, które przegrają w tej rundzie, otrzymają prawo gry w III rundzie kwalifikacyjnej Ligi Konferencji UEFA.
| Drużyna 1        | Wynik dwumeczu | Drużyna 2        | Pierwszy mecz | Drugi mecz  |
| ---------------- | -------------- | ---------------- | ------------- | ----------- |
| FC Lugano        | 0:1            | CFR Cluj         | 0:0           | 0:1 (dogr.) |
| NK Celje         | 2:3            | AEK Larnaka      | 1:1           | 1:2         |
| Lewski Sofia     | 0:1            | SC Braga         | 0:0           | 0:1 (dogr.) |
| Baník Ostrawa    | 3:4            | Legia Warszawa   | 2:2           | 1:2         |
| RSC Anderlecht   | 2:2 (2:4 k.)   | BK Häcken        | 1:0           | 1:2 (dogr.) |
| Sheriff Tyraspol | 2:7            | FC Utrecht       | 1:3           | 1:4         |
| FC Midtjylland   | 3:2            | Hibernian        | 1:1           | 2:1 (dogr.) |
| Beşiktaş JK      | 2:6            | Szachtar Donieck | 2:4           | 0:2         |

### III runda kwalifikacyjna
W tej rundzie turniej kwalifikacyjny został podzielony na 2 ścieżki – mistrzowską i ligową:
- do startu w III rundzie kwalifikacyjnej w ścieżce mistrzowskiej uprawnionych było 12 drużyn (wszystkie z II rundy kwalifikacji Ligi Mistrzów w ścieżce mistrzowskiej), z czego 6 było rozstawionych;
- do startu w III rundzie kwalifikacyjnej w ścieżce ligowej uprawnionych było 14 drużyn (w tym 8 zwycięzców II rundy i 3 przegranych z II rundy kwalifikacji Ligi Mistrzów w ścieżce ligowej), z czego 7 było rozstawionych.

Drużyny, które przegrają w tej rundzie, otrzymają prawo gry w rundzie play-off Ligi Konferencji UEFA.
| Drużyna 1           | Wynik dwumeczu | Drużyna 2        | Pierwszy mecz | Drugi mecz  |
| ------------------- | -------------- | ---------------- | ------------- | ----------- |
| Ścieżka mistrzowska |                |                  |               |             |
| Lincoln Red Imps    | 1:1 (6:5 k.)   | Noah Erywań      | 1:1           | 0:0 (dogr.) |
| HNK Rijeka          | 4:3            | Shelbourne FC    | 1:2           | 3:1         |
| FK RFS              | 1:3            | KuPS Kuopio      | 1:2           | 0:1         |
| Ħamrun Spartans     | 2:5            | Maccabi Tel Awiw | 1:2           | 1:3         |
| Zrinjski Mostar     | 3:2            | Breiðablik       | 1:1           | 2:1         |
| FCSB                | 6:3            | Drita Gnjilane   | 3:2           | 3:1         |
| Ścieżka ligowa      |                |                  |               |             |
| AEK Larnaka         | 5:3            | Legia Warszawa   | 4:1           | 1:2         |
| Fredrikstad FK      | 1:5            | FC Midtjylland   | 1:3           | 0:2         |
| CFR Cluj            | 1:4            | SC Braga         | 1:2           | 0:2         |
| PAOK FC             | 1:0            | Wolfsberger AC   | 0:0           | 1:0 (dogr.) |
| Servette FC         | 2:5            | FC Utrecht       | 1:3           | 1:2         |
| BK Häcken           | 1:2            | SK Brann         | 0:2           | 1:0         |
| Panathinaikos AO    | 0:0 (4:3 k.)   | Szachtar Donieck | 0:0           | 0:0 (dogr.) |

### Runda play-off
Do startu w rundzie play-off uprawnione są 24 drużyny (w tym 13 z poprzedniej rundy oraz 6 z III rundy kwalifikacji Ligi Mistrzów w ścieżce mistrzowskiej).
Drużyny, które przegrają w tej rundzie, otrzymają prawo gry w fazie ligowej Ligi Konferencji UEFA.
| Drużyna 1         | Wynik dwumeczu | Drużyna 2         | Pierwszy mecz | Drugi mecz |
| ----------------- | -------------- | ----------------- | ------------- | ---------- |
| Maccabi Tel Awiw  | 1              | Dynamo Kijów      | 21 sie        | 28 sie     |
| Szkendija Tetowo  | 2              | Łudogorec Razgrad | 21 sie        | 28 sie     |
| Slovan Bratysława | 3              | BSC Young Boys    | 21 sie        | 28 sie     |
| Malmö FF          | 4              | Sigma Ołomuniec   | 21 sie        | 28 sie     |
| Panathinaikos AO  | 5              | Samsunspor        | 21 sie        | 28 sie     |
| Aberdeen          | 6              | FCSB              | 21 sie        | 28 sie     |
| Lech Poznań       | 7              | KRC Genk          | 21 sie        | 28 sie     |
| FC Midtjylland    | 8              | KuPS Kuopio       | 21 sie        | 28 sie     |
| Lincoln Red Imps  | 9              | SC Braga          | 21 sie        | 28 sie     |
| Zrinjski Mostar   | 10             | FC Utrecht        | 21 sie        | 28 sie     |
| SK Brann          | 11             | AEK Larnaka       | 21 sie        | 28 sie     |
| HNK Rijeka        | 12             | PAOK FC           | 21 sie        | 28 sie     |

## Faza ligowa
Zasady ustalania kolejności w tabeli:
1. punkty;
2. różnica bramek;
3. strzelone bramki;
4. bramki zdobyte na wyjeździe;
5. wygrane;
6. wygrane na wyjeździe;
7. większa liczba punktów zdobytych łącznie przez przeciwników w fazie ligowej;
8. większa łączna różnica bramek przeciwników w fazie ligowej;
9. większa liczba bramek strzelonych łącznie przez przeciwników w fazie ligowej;
10. niższa łączna liczba punktów dyscyplinarnych (bezpośrednia czerwona kartka = 3 punkty, żółta kartka = 1 punkt, wykluczenie z gry za dwie żółte kartki w jednym meczu = 3 punkty);
11. współczynnik klubowy UEFA.

### Tabela
| Lp. | Drużyna                     | M | Z | R | P | B+ | B– | +/– | Pkt | Kwalifikacja |
| --- | --------------------------- | - | - | - | - | -- | -- | --- | --- | ------------ |
| 1   | Aston Villa F.C.            | 0 | 0 | 0 | 0 | 0  | 0  | 0   | 0   | 1/8 finału   |
| 2   | Nottingham Forest           | 0 | 0 | 0 | 0 | 0  | 0  | 0   | 0   | 1/8 finału   |
| 3   | Bologna                     | 0 | 0 | 0 | 0 | 0  | 0  | 0   | 0   | 1/8 finału   |
| 4   | AS Roma                     | 0 | 0 | 0 | 0 | 0  | 0  | 0   | 0   | 1/8 finału   |
| 5   | Real Betis                  | 0 | 0 | 0 | 0 | 0  | 0  | 0   | 0   | 1/8 finału   |
| 6   | Celta Vigo                  | 0 | 0 | 0 | 0 | 0  | 0  | 0   | 0   | 1/8 finału   |
| 7   | SC Freiburg                 | 0 | 0 | 0 | 0 | 0  | 0  | 0   | 0   | 1/8 finału   |
| 8   | VfB Stuttgart               | 0 | 0 | 0 | 0 | 0  | 0  | 0   | 0   | 1/8 finału   |
| 9   | Lille OSC                   | 0 | 0 | 0 | 0 | 0  | 0  | 0   | 0   | play-offy    |
| 10  | Olympique Lyon              | 0 | 0 | 0 | 0 | 0  | 0  | 0   | 0   | play-offy    |
| 11  | Go Ahead Eagles             | 0 | 0 | 0 | 0 | 0  | 0  | 0   | 0   | play-offy    |
| 12  | FC Porto                    | 0 | 0 | 0 | 0 | 0  | 0  | 0   | 0   | play-offy    |
| 13  | Dinamo Zagrzeb              | 0 | 0 | 0 | 0 | 0  | 0  | 0   | 0   | play-offy    |
| 14  | Zwycięzca rundy play-off LE | 0 | 0 | 0 | 0 | 0  | 0  | 0   | 0   | play-offy    |
| 15  | Zwycięzca rundy play-off LE | 0 | 0 | 0 | 0 | 0  | 0  | 0   | 0   | play-offy    |
| 16  | Zwycięzca rundy play-off LE | 0 | 0 | 0 | 0 | 0  | 0  | 0   | 0   | play-offy    |
| 17  | Zwycięzca rundy play-off LE | 0 | 0 | 0 | 0 | 0  | 0  | 0   | 0   | play-offy    |
| 18  | Zwycięzca rundy play-off LE | 0 | 0 | 0 | 0 | 0  | 0  | 0   | 0   | play-offy    |
| 19  | Zwycięzca rundy play-off LE | 0 | 0 | 0 | 0 | 0  | 0  | 0   | 0   | play-offy    |
| 20  | Zwycięzca rundy play-off LE | 0 | 0 | 0 | 0 | 0  | 0  | 0   | 0   | play-offy    |
| 21  | Zwycięzca rundy play-off LE | 0 | 0 | 0 | 0 | 0  | 0  | 0   | 0   | play-offy    |
| 22  | Zwycięzca rundy play-off LE | 0 | 0 | 0 | 0 | 0  | 0  | 0   | 0   | play-offy    |
| 23  | Zwycięzca rundy play-off LE | 0 | 0 | 0 | 0 | 0  | 0  | 0   | 0   | play-offy    |
| 24  | Zwycięzca rundy play-off LE | 0 | 0 | 0 | 0 | 0  | 0  | 0   | 0   | play-offy    |
| 25  | Zwycięzca rundy play-off LE | 0 | 0 | 0 | 0 | 0  | 0  | 0   | 0   |              |
| 26  | Przegrany rundy play-off LM | 0 | 0 | 0 | 0 | 0  | 0  | 0   | 0   |              |
| 27  | Przegrany rundy play-off LM | 0 | 0 | 0 | 0 | 0  | 0  | 0   | 0   |              |
| 28  | Przegrany rundy play-off LM | 0 | 0 | 0 | 0 | 0  | 0  | 0   | 0   |              |
| 29  | Przegrany rundy play-off LM | 0 | 0 | 0 | 0 | 0  | 0  | 0   | 0   |              |
| 30  | Przegrany rundy play-off LM | 0 | 0 | 0 | 0 | 0  | 0  | 0   | 0   |              |
| 31  | Przegrany rundy play-off LM | 0 | 0 | 0 | 0 | 0  | 0  | 0   | 0   |              |
| 32  | Przegrany rundy play-off LM | 0 | 0 | 0 | 0 | 0  | 0  | 0   | 0   |              |
| 33  | OGC Nice                    | 0 | 0 | 0 | 0 | 0  | 0  | 0   | 0   |              |
| 34  | Feyenoord                   | 0 | 0 | 0 | 0 | 0  | 0  | 0   | 0   |              |
| 35  | Viktoria Pilzno             | 0 | 0 | 0 | 0 | 0  | 0  | 0   | 0   |              |
| 36  | Red Bull Salzburg           | 0 | 0 | 0 | 0 | 0  | 0  | 0   | 0   |              |